# Petr Samoylenko
Petr Samoylenko (7 de fevereiro de 1977) é um basquetebolista profissional russo.

## Carreira
Petr Samoylenko integrou a Seleção Russa de Basquetebol, em Pequim 2008, que terminou na nona colocação.

## Títulos
Seleção Russa
- EuroBasket: 2007